# بوتویل، لوئیزیانا
بوتویل (به انگلیسی: Boothville) شهری در ایالت لوئیزیانا کشور ایالات متحده آمریکا است که جمعیت آن در سرشماری سال ۲۰۱۰ میلادی، ۸۵۴ نفر بوده‌است.